# واين سميث (سياسي)
واين سميث (بالإنجليزية: Wayne Smith)‏ هو سياسي أسترالي، ولد في 4 نوفمبر 1952. حزبياً، نشط في حزب العمال الأسترالي. وقد انتخب عضو الجمعية التشريعية نيو ساوث ويلز.